# Deserts i matollars xeròfils
Un desert i matollar xeròfils és un bioma caracteritzat per necessitar molt poca humitat. Els deserts i matollars xeròfils reben menys de 250 litres de pluja a l'any i tenen un clima àrid o hiperàrid amb un gran dèficit d'humitat, on la pèrdua d'aigua per evapotranspiració potencial excedeix la humitat rebuda en forma de pluja. Aquest bioma apareix en zones amb climes tropicals subtropicals i temperats. El sòl del desert tendeix a ser sorrenc o rocallós, i amb baixa matèria orgànica. Són comuns els sòls salins o alcalins. Les plantes i animals tenen adaptacions a l'escassa humitat. Les regions hiperàrides pràcticament no tenen vegetació ni vida animal. La vegetació dels deserts és difusa i és de tipus xeròfit. Sovint els animals tenen hàbits nocturns.

## Ecoregions de deserts i matollars xeròfils
- Afrotropical
- Australàsia
- Indomalaia
- Neàrtica
- Neotropical
- Paleàrtica